# Обсерватория Монте-Марио
Обсерватория Монте-Марио — астрономическая обсерватория, основанная в 1923 году на холму Марио в Риме. Сейчас обсерватория входит в состав Астрономической обсерватории Рима и подчиняется Национальному астрофизическому институту. Также встречается название обсерватории «Osservatorio astronomico Villa Mellini».

## История обсерватории
Обсерватория была построена в 1923 году, но только после закрытия обсерваторий «Campidoglio» и «Collegio Romano» в 1938 году она была официально открыта и снабжена наблюдательными инструментами. Но начало Второй мировой войны приостановило начало научной работы до конца 1940-х годов. В обсерватории есть 3 купола для ночных наблюдений и одна солнечная башня с целостатом. При обсерватории есть музей Астрономии и Коперника. В этом музее представлены множество разнообразных инструментов наблюдательной астрономии: бинокли, телескопы, секстанты, астролябии, а также армиллярные сферы, земные и небесные глобусы. Активные наблюдательные работы обсерватория вела с 1950 по 1960 год. К началу XXI века солнечная башня пришла в рабочее состояние. В 2009 году в честь года астрономии солнечная башня была восстановлена и в ней начали проводить экскурсионные и учебные мероприятия.

## Инструменты обсерватории
- Солнечный телескоп (целостат)

## Направления исследований
- Астрометрия астероидов
- Геодезические работы

## Интересные факты
- Меридиан, проходящий через обсерваторию Монте-Марио (отстоящий на 12° 27,2’ к востоку от Гринвича) использовался как нулевой меридиан для картографирования Италии, таким образом определяя свою систему географических координат. Использовалась эта система координат до 1960 годов.